# Сабакин, Лев Фёдорович
Лев Фёдорович Саба́кин (1746, Старица, Новгородская губерния — 12 [24] августа 1813, Ижевский завод, Вятская губерния) — механик, конструктор часов, награждён орденом Святого Владимира IV степени.

## Биография
Родился в 1746 году в Старице. После окончания сельской школы поступил на службу в Тверскую уголовную палату копиистом, но вскоре занял должность канцеляриста. С 1779 по 1784 год исполнял должность главного губернского механика в Твери.
Увлекался механикой и конструировал часы, благодаря которым в 1774 году о нём и узнала императрица Екатерина II. По её указу Лев Фёдорович был направлен в Англию для изучения практической механики, где пробыл с 1784 по 1786 год. Особенное его внимание привлекали паровые, или «огненные», машины. По возвращении в Россию Сабакин распространял знания в области практической механики. До 1800 года продолжал служить главным губернским механиком в Твери. За свои заслуги был произведен в чин коллежского асессора.
С 1797 по 1799 год уже по указанию Павла I второй раз посетил Англию для знакомства с постановкой монетного дела и производством станков и агрегатов.
В 1799 году назначается в Екатеринбург механиком при канцелярии Главного управления заводов. На Урале Сабакин сконструировал 11 разных машин, в том числе цилиндрические мехи для кричных горнов Нижне-Исетского и Каменского заводов, пожарную машину, устройство для расточки цилиндров большого диаметра, стан для тиснения монет. В 1803 году занимался постройкой паровой машины на Берёзовских промыслах. В 1805 году по приглашению А. Ф. Дерябина переехал на Воткинский завод и участвовал в строительстве Ижевского оружейного завода. Вскоре в чине надворного советника уходит в отставку, но продолжает усовершенствовать и изобретать станки, машины и приспособления.
Некоторые источники предполагают, что Сабакин в начале 1770-х годов завёл семью и у него родилось трое детей — дочь Анна (мать Павла Аносова) и сыновья Александр (1774) и Иван (1780).
В 1806 году взял на воспитание четырёх своих малолетних внуков, оставшихся сиротами, в числе которых был Павел Аносов — будущий металлург, изобретатель русского булата.
В 1810 году под руководством Сабакина на Воткинском заводе был установлен первый на Урале листопрокатный стан, улучшена воздуходувная машина, станки для вырезки поддонов из листового железа, машины для подъёма воды на крыши фабрик для тушения пожаров, копёр высокой производительности, а также налажено производство винторезных станков, внедрённых позднее на Гороблагодатских заводах. В 1811 году на Ижевском заводе Сабакин разработал вододействующий станок для нарезки стволов ружей, значительно увеличивший производительность фабрики. Также им были сконструированы и созданы станки для обработки стволов, нарезки резьбы и пазов.
В 1812 году после начала войны в возрасте 66 лет попросил отправить его снова в Ижевск для работы на заводе.
Умер 12 (24) августа 1813 года в Ижевске. Похоронен на Нагорном кладбище.

## Работы и изобретения
- Перевёл с английского сочинения шотландского механика Дж. Фергюсона[3][комм. 1]:
- «Лекции о разных предметах касающихся до механики, гидравлики и гидростатики, как то: о материи и её свойствах, о центральных силах, о механических силах, о мельницах, о кранах, о тележных колёсах, о машине колотить сваи и о гидравлических и гидростатических машинах вообще» (СПб., 1787).
- «О огненных машинах» (1788) — в дополнение к переводу, напечатано отдельно.
- «Малое здание, или разговоры, касающееся до астрономии, физики и механики, основанные на ясных доказательствах и самопростейших опытах» (М., 1789) — книга предназначена для юношества, где в форме вопросов и ответов сообщались важнейшие сведения из различных областей знаний.

Известные изобретения
- астрономические настенные часы;
- машина для измерения корабельного хода;
- инструмент для измерений расстояний и высот;
- различные станки для Монетного двора;
- цилиндрические воздуходувные меха для Нижне-Исетского и Каменского заводов;
- большегрузные весы для Медицинской коллегии в Петербурге[12].

## Комментарии
1. ↑  По информации В. В. Бобынина из другой статьи ЭСБЕ, Сабакин перевёл на русский следующие сочинения Фергюсона[11]:
  - «Select mechanical exercises» (1773);
  - «The art of drawing in perspective made easy» (1775);
  - «An introduction to electricity» (1775);
  - «Three letters to Mr. Kennedy» (1775).

Установление соответствия представляется затруднительным.